# گوزنوت
گوزنوت یا کزنوت (به لاتین: Güznüt) (به ارمنی: Կզնուտ) یک منطقهٔ مسکونی در جمهوری آذربایجان است که در شهرستان بابک واقع شده‌است. گوزنوت ۱٬۵۶۳ نفر جمعیت دارد.